# Badri Patarkatsishvili
Badri Patarkatsishvili (ბადრი პატარკაციშვილი em georgiano, Бадри Шалвович Патаркацишвили em russo, Tbilisi, 31 de outubro de 1955 – Leatherhead, 12 de Fevereiro de 2008) foi um homem de negócios da Geórgia e filantropo que se iniciou fora da política.